# Robert Walker (Fußballspieler, 1857)
Robert „Bob“ Gustave Walker (getauft am 23. Januar 1857 in Freetown; † 11. März 1936 in Hammersmith, London) war ein schottischer Fußballspieler, der neben Andrew Watson als einer der ersten Spieler des Fußballsports mit schwarzem Hintergrund gilt.

## Karriere und Leben
Robert Walker wurde in Freetown, Britisch-Westafrika der heutigen Hauptstadt von Sierra Leone als Sohn des weißen schottischen Vaters Alexander Walker, und der schwarzen einheimischen Mutter Judith Jarrett geboren. Sein Vater verbrachte den größten Teil seines Berufslebens als Kaufmann in Freetown, wo er eine prominente Persönlichkeit war und einst Präsident der Handelskammer. Als Kind kam Robert Walker nach Schottland und wuchs zusammen mit seinen älteren Brüdern Walter und Allan bei ihrer Großtante Agnes in Preston Mill südlich von Dumfries auf. Ihr Vater lebte weiterhin hauptsächlich in Britisch-Westafrika, obwohl er zuletzt bis zu seinem Tod im Jahr 1870 als Schiffsagent in London arbeitete. Er hinterließ seinen Kindern ein annehmliches Erbe.
Als junger Mann kam er dann nach Glasgow, wo er Mitglied des Fußballvereins Queen’s Park wurde. Obwohl er für die Queen’s Park Juniors spielte, kam er nie in die erste Mannschaft und wechselte im Sommer 1875 zum benachbarten Third Lanark. Im Alter von gerade einmal 18 Jahren war sein Tempo auf dem rechten Flügel eine große Bereicherung für die Mannschaft in den beiden folgenden Jahren. Er trug seinen Teil dazu bei, dass Lanark das schottische Pokalfinale von 1876 erreichte. Im Finale ging Lanark in Führung, doch der Endspielgegner Queen’s Park glich noch aus. Das Wiederholungsfinale gewann Queen’s Park mit 2:0. Walkers Talent wurde erkannt, und er wurde zweimal für internationale Probespiele für Schottland ausgewählt, ohne es jedoch in die Endauswahl zu schaffen.
Im Herbst 1877 verließ er Third Lanark und wechselte im Oktober innerhalb von Glasgow zum FC Parkgrove, wo er an der Seite von Andrew Watson spielte. Mit Parkgrove erreichte er das Viertelfinale des schottischen Pokals, bevor er dem späteren Sieger Vale of Leven unterlag. Parkgrove hatte in dieser Zeit Walker und Watson, die schwarz waren, ihr Torwart war Tommy Marten chinesischer Abstammung, und als Zugabe war der walisische Nationalspieler Thomas Britten dabei. Es war eine kosmopolitischere und ethnisch vielfältigere Mannschaft als jede andere schottische in den nächsten hundert Jahren.
Im Jahr 1878 endete Walkers Fußballkarriere, als er Schottland verließ und nach Liverpool ging, um eine Karriere als Schiffsingenieur zu verfolgen. Dort heiratete er 1881 Jane Watson, die Tochter eines schottischen Ingenieurs, und in den nächsten Jahren diente er auf dem Mersey auf verschiedenen Schiffen der Handelsmarine und bestand seine Prüfungen als Ingenieur. Er arbeitete später als Chefingenieur für die Reederei Elder Dempster & Company, die auf Strecken zwischen Großbritannien und Westafrika verkehrte.
Mit seiner Ehefrau Jane bekam er fünf Töchter, gefolgt von vier Söhnen. Noch während seiner Ehe ging er eine neue Partnerschaft mit Alice Stokes ein und bekam drei weitere Kinder. Als seine Karriere als Seefahrer zu Ende war, lebte er mit Alice in London und starb 1936 im Alter von 79 Jahren im Stadtteil Hammersmith.
Walker wurde einst als „lockiger Sohn Afrikas“ beschrieben und geriet weitgehend in Vergessenheit, bis seine Existenz 2015 von Richard McBrearty vom Schottischen Fußballmuseum hervorgehoben wurde.